# Caridad Despaigne
Caridad Despaigne Savigne (4 novembre 1959) è un'ex cestista cubana.

## Carriera
Con Cuba ha disputato i Giochi olimpici di Mosca 1980 e i Campionati mondiali del 1983.